# Aborcja w Gwatemali
Aborcja w Gwatemali – do 1973 roku przerywanie ciąży było bezwzględnie zakazane. We wrześniu 2008 roku przyjęto nowelizację kodeksu karnego pozwalającą na aborcję w sytuacji gdy ciąża zagraża życiu matki — zapisy te pozostają w mocy po dziś dzień. Zabieg musi być przeprowadzony przez lekarza za zgodą innego lekarza. Artykuł 3 Konstytucji Gwatemali przewiduje ochronę życia człowieka od momentu poczęcia.
8 marca 2022 Kongres Gwatemali zatwierdził ustawę, która przewiduje 25 lat pozbawienia wolności za nielegalną aborcję.